# Уорд, Джоэл (футболист)
Джо́эл Э́двард Фи́лип Уо́рд (англ. Joel Edward Philip Ward; родился 29 октября 1989 года, Эрмсуорт, Хэмпшир) — английский футболист, защитник и капитан клуба «Кристал Пэлас».

## Клубная карьера

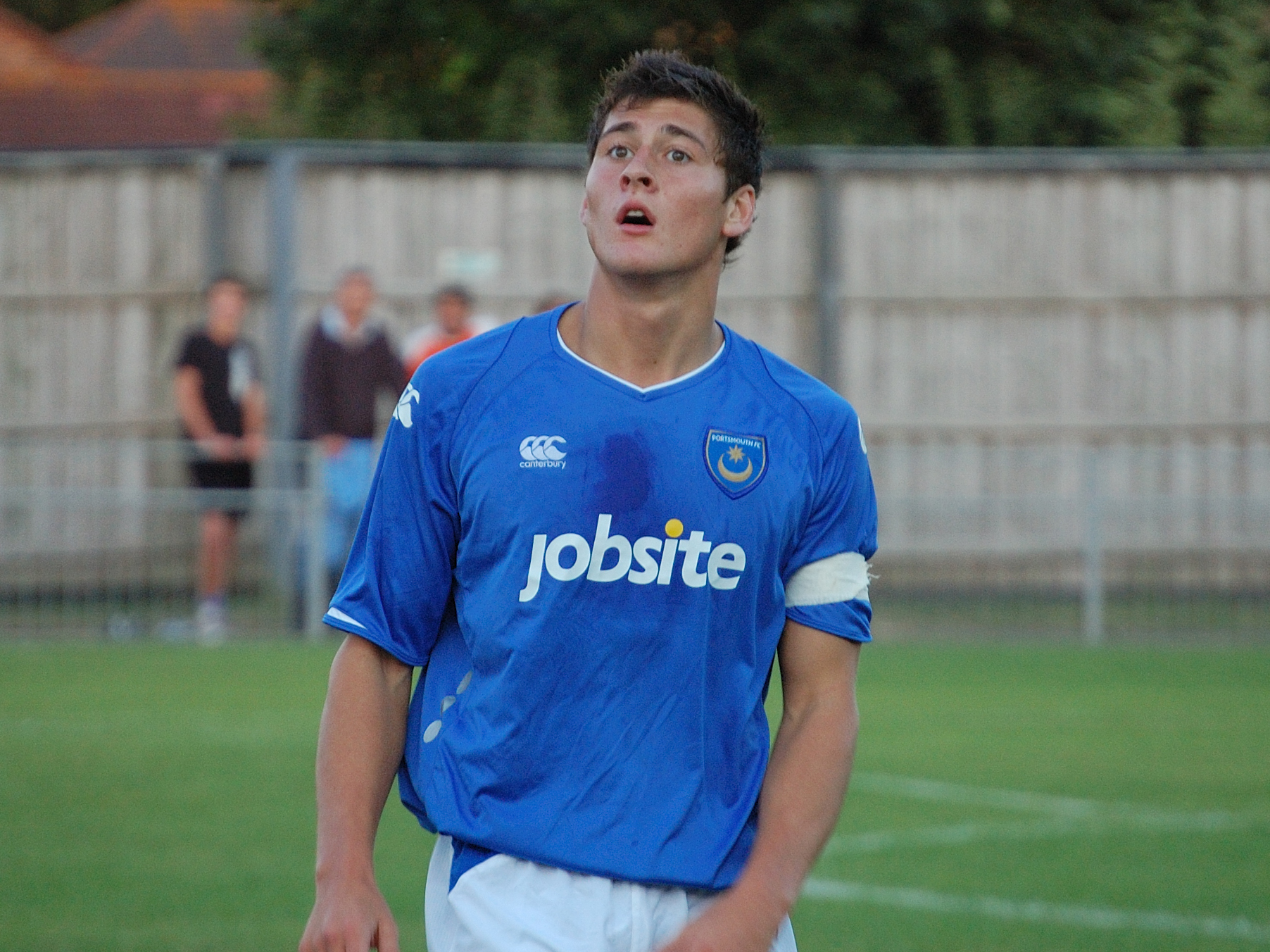
Уорд в 2009 году

Уорд начал играть в футбол в детской команде «Ист Лодж». С 2006 года выступал в юношеской академии «Портсмута», а в июле 2008 года подписал свой первый профессиональный контракт с клубом.
7 августа 2008 года Уорд отправился в аренду в клуб «Борнмут». 12 августа дебютировал за команду в матче Кубка Футбольной лиги против «Кардифф Сити», отыграв все 90 минут; «Кардифф» одержал в этой игре победу со счётом 2:1. 16 августа сыграл свой первый матч в профессиональной лиге: это была игра против клуба «Олдершот Таун». 18 октября 2008 года Уорд был удалён за две жёлтые карточки в игре против «Шрусбери Таун». 4 ноября дебютировал в Трофее Футбольной лиги, сыграв против «Колчестер Юнайтед». 8 ноября дебютировал в Кубке Англии в матче против «Бристоль Роверс». 2 мая 2009 года забил свой первый (и единственный) гол за «Борнмут» в матче против клуба «Моркам».
26 августа 2009 года Уорд дебютировал за «Портсмут» в матче Кубка Футбольной лиги против «Херефорд Юнайтед», выйдя на позиции центрального защитника и отыграв полный матч. 14 апреля 2010 года дебютировал в Премьер-лиге, сыграв полный матч против «Уиган Атлетик» на позиции левого защитника. Уорд сыграл в большей части оставшихся матчей сезона, по итогам которого «помпи» выбыли из Премьер-лиги в Чемпионшип. Сезон 2010/11 он начал как основной правый защитник, однако затем проиграл конкуренцию Грегу Халфорду. 13 ноября 2010 года забил свой первый гол за «Портсмут» в матче против «Донкастер Роверс».
28 мая 2012 года Джоэл Уорд перешёл в лондонский клуб «Кристал Пэлас» за 400 000 фунтов, подписав четырёхлетний контракт. Дебютировал за клуб 14 августа 2012 года в матче Кубка Футбольной лиги против «Эксетер Сити». Четыре дня спустя провёл свой первый матч за «Пэлас» в лиге, это была домашняя игра против «Уотфорда». В 2013 году помог своему клубу выйти в Премьер-лигу, выбив мяч с линии ворот на последних минутах финала плей-офф Чемпионшипа против «Уотфорда». 14 марта 2015 года забил свой первый гол за «Пэлас» в домашней игре против «Куинз Парк Рейнджерс».
15 апреля 2015 года Уорд подписал новый контракт с «Кристал Пэлас» сроком на три с половиной года (до 2018 года). 17 апреля 2016 года Уорд стал первым игроком в истории «Кристал Пэлас», сыгравшим 100 матчей в Премьер-лиге.

## Статистика выступлений
| Клуб             | Сезон            | Лига | Лига | Кубок Англии | Кубок Англии | Кубок лиги | Кубок лиги | Прочие | Прочие | Итого | Итого |
| Клуб             | Сезон            | Игры | Голы | Игры         | Голы         | Игры       | Голы       | Игры   | Голы   | Игры  | Голы  |
| ---------------- | ---------------- | ---- | ---- | ------------ | ------------ | ---------- | ---------- | ------ | ------ | ----- | ----- |
| Портсмут         | 2008/09          | 0    | 0    | 0            | 0            | 0          | 0          | 0      | 0      | 0     | 0     |
| Итого            | Итого            | 0    | 0    | 0            | 0            | 0          | 0          | 0      | 0      | 0     | 0     |
| Борнмут (аренда) | 2008/09          | 21   | 1    | 2            | 0            | 1          | 0          | 1      | 0      | 25    | 1     |
| Итого            | Итого            | 21   | 1    | 2            | 0            | 1          | 0          | 1      | 0      | 25    | 1     |
| Портсмут         | 2009/10          | 3    | 0    | 0            | 0            | 1          | 0          | 0      | 0      | 4     | 0     |
| Портсмут         | 2010/11          | 42   | 3    | 1            | 0            | 3          | 0          | 0      | 0      | 46    | 3     |
| Портсмут         | 2011/12          | 44   | 3    | 1            | 0            | 1          | 0          | 0      | 0      | 46    | 3     |
| Итого            | Итого            | 89   | 6    | 2            | 0            | 5          | 0          | 0      | 0      | 96    | 6     |
| Кристал Пэлас    | 2012/13          | 25   | 0    | 0            | 0            | 2          | 0          | 3      | 0      | 30    | 0     |
| Кристал Пэлас    | 2013/14          | 36   | 0    | 0            | 0            | 0          | 0          | —      | —      | 36    | 0     |
| Кристал Пэлас    | 2014/15          | 37   | 1    | 3            | 0            | 0          | 0          | —      | —      | 40    | 1     |
| Кристал Пэлас    | 2015/16          | 30   | 2    | 6            | 1            | 2          | 0          | —      | —      | 38    | 3     |
| Кристал Пэлас    | 2016/17          | 38   | 0    | 3            | 0            | 1          | 0          | —      | —      | 42    | 0     |
| Кристал Пэлас    | 2017/18          | 19   | 0    | 0            | 0            | 1          | 0          | —      | —      | 20    | 0     |
| Кристал Пэлас    | 2018/19          | 7    | 1    | 3            | 0            | 2          | 0          | —      | —      | 12    | 1     |
| Кристал Пэлас    | 2019/20          | 29   | 0    | 0            | 0            | 0          | 0          | —      | —      | 29    | 0     |
| Кристал Пэлас    | 2020/21          | 15   | 0    | 0            | 0            | 0          | 0          | —      | —      | 15    | 0     |
| Итого            | Итого            | 236  | 4    | 15           | 1            | 8          | 0          | 3      | 0      | 262   | 5     |
| Всего за карьеру | Всего за карьеру | 346  | 11   | 19           | 1            | 14         | 0          | 4      | 0      | 383   | 12    |

1. ↑  Включают Трофей Футбольной лиги и плей-офф Футбольной лиги.

## Личная жизнь
Уорд участвует в нескольких благотворительных проектах. Он является верующим христианином и молится на коленях перед каждым матчем.

## Позиции на поле
В начале карьеры Уорд выступал на позиции центрального защитника, но начиная с сезона 2010/11 начал выступать на позициях правого крайнего защитника и центрального полузащитника. Также играл на позициях правого полузащитника и атакующего полузащитника.